# Zgornji Log
Zgornji Log je naselje v Občini Litija.